# Jean Bistési
Jean Bistesi est né le 9 juillet 1906 à Fraize (Vosges) et décédé à Grenoble (Isère) le 29 novembre 1943  lors de la Saint-Barthélémy grenobloise, membre de la résistance française.
En 1914, devant l'avancée de l'armée allemande sa famille se réfugie à Marseille. Il arrive à Grenoble pour ses études d’électrochimie en 1924 et entre en 1927 au laboratoire de la faculté des Sciences au service des échantillonnages et d’analyse des produits électrométallurgiques. Au début de la Seconde Guerre mondiale, il est envoyé en mission en Indochine pour mettre au point un échantillonnage de tungstène, métal stratégique car indispensable pour les usines d’armement. Il choisit le camp de la Résistance dès son retour en France en 1940 en aidant au camouflage des minerais les plus précieux pour la guerre. Il rejoint le mouvement « Combat » en 1942 après une rencontre avec Marie Reynoard. Il devient chef de la branche Recrutement-Organisation-Propagande (ROP) de ce mouvement puis chef départemental.
Le 29 novembre 1943 à 12 heures, alors qu’il sort de l’Institut d’électrochimie et d'électrométallurgie après avoir donné un cours, il est abattu sans sommation par la milice et le SD (service de sûreté) lors de la Saint-Barthélémy grenobloise.

## Distinctions
- Médaille de la Résistance française avec rosette

## Hommage
Le 29 novembre 1944, une plaque rappelant sa mémoire est inaugurée dans le hall de l'institut d’électrochimie et d'électrométallurgie. Une rue de Grenoble porte le nom de Jean Bistési.